# أوسمان ويليام مباي
أوسمان ويليام مباي (بالإنجليزية: Ousmane William Mbaye)‏ (مواليد 1952، باريس)، هُو مُخرج ومُنتج فرنسي من أصل سنغالي.

## الجوائز والترشيحات
| السنة | حفل توزيع الجوائز                               | الجائزة                                   | الفيلم               | النتيجة | مراجع |
| ----- | ----------------------------------------------- | ----------------------------------------- | -------------------- | ------- | ----- |
| 2017  | أيام قرطاج السينمائية                           | التانيت الذهبي (أفضل فيلم وثائقي)         | كيمتيو، الشيخ أنتا   | رُشِّح     |       |
| 2017  | أيام قرطاج السينمائية                           | التانيت الفضي (المسابقة الرسمية)          | كيمتيو، الشيخ أنتا   | فوز     |       |
| 2009  | مهرجان دبي السينمائي الدولي                     | أفضل فيلم وثائقي (المهر الآسيوي الأفريقي) | Mère-Bi [الإنجليزية] | رُشِّح     |       |
| 1992  | Amiens International Film Festival [الإنجليزية] | أفضل فيلم وثائقي قصير                     | ديالي ديالي          | فوز     |       |

## وصلات خارجية
- أوسمان ويليام مباي في قاعدة بيانات الأفلام على الإنترنت